# Резолюция 218 на Съвета за сигурност на ООН
Резолюция 218 на Съвета за сигурност на ООН е приета на 23 ноември 1965 г. по повод положението в африканските територии, намиращи се под португалска власт.
Резолюция 218 осъжда отказа на Португалия да изпълнява резолюциите на Съвета за сигурност и Общото събрание на ООН, призоваващи португалското правителство да предостави пълна политическа свобода и да уважи правото на самоопределение на африканските народи, намиращи се под португалска колониална власт. Като отбелязва, че Португалия не само не предприема мерки за изпълнение на Резолюция 180 (1963), но дори е засилила репресивните мерки и военните действия против африканското население, целящи да прекършат надеждите му за самоопределение и независимост, Съветът за сигурност потвърждава убеждението си, че колониалната политика на португалското правителство спрямо африканското население и съседните африкански страни нанася сериозни вреди върху международния мир и сигурността. В тази връзка документът още веднъж призовава Португалия да прекрати военните действия и да оттегли въоръжените си сили от своите колонии, където португалските власти следва да обявят безусловна политическа амнистия и да създадат условия за свободно функциониране на политическите партии, с които да бъдат проведени преговори за предоставяне на пълна политическа независимост. Останалите държави резолюцията призовава да се въздържат от оказване на каквато и да било помощ на португалското правителство, която би му позволила да продължи репресиите срещу народите и териториите, намиращи се под негова власт, и да предприемат незабавно всички мерки, които биха възпрепятствали продажбата на оръжие и снаряжение, което може да се използва за тази цел.
Резолюция 218 е приета с мнозинство от седем гласа „за“ при четирима „въздържали се“ – Нидерландия, Франция, Обединеното кралство и Съединените щати.